# Tripalea clavaria
Tripalea clavaria är en korallart som först beskrevs av Studer 1878.  Tripalea clavaria ingår i släktet Tripalea och familjen Anthothelidae. Inga underarter finns listade i Catalogue of Life.